# Кадали, Клементс
Клементс Кадали (англ. Clements Kadalie; 1896—1951), урождённый Ламек Конивака Кадали Мувамба (Lameck Koniwaka Kadali Muwamba) — южноафриканский профсоюзный деятель родом из Ньясаленда (современная Малави). Став на родине в шестнадцать лет квалифицированным педагогом, вскоре поселился в Кейптауне, где стал первым чернокожим национальным профсоюзным лидером Южной Африки.

## Биография
Клементс Кадали родился неподалеку от миссионерской станции Бандаве в деревне Чифира в районе Нхата-Бей в Ньясаленде (ныне Малави). Он был вторым сыном в семье и приходился внуком Чивею, верховному вождю Тонга Ньясаленда. Получив образование у миссионеров Шотландской церкви, Кадали закончил педагогическую подготовку в 1913 году в Ливингстонии. После непродолжительного преподавания в начальной школе Кадали в начале 1915 года присоединился к потоку жителей Ньясаландии, ищущих работу в соседней Южной Африке.
В 1918 году он поселился в Кейптауне, где подружился с начинающим профсоюзным и политическим активистом Артуром Ф. Бэтти. В начале 1919 года Кадали, протестуя против несправедливого трудового законодательства и стремясь отстаивать права рабочих, по совету Бэтти основал Промышленно-торговый профсоюз (ICU), позже переименованный в Союз работников промышленности торговли Африки.
Кадали возглавлял ICU с момента его создания в 1919 году до своей отставки с поста национального секретаря в 1929 году (в руководство также входил Джеймс Ла Гума). В середине 1920-х годов ICU распространился по всей Южной Африке и на 1927 год насчитывал 100 тысяч членов — что делало его крупнейшим к тому моменту профсоюзом, когда-либо укоренившимся на африканском континенте.
В декабре 1919 года Кадали приобрёл известность благодаря успешной забастовке докеров, воспрепятствовавшей экспорту товаров через порт Кейптауна. Стачка портовых рабочих длилась четырнадцать дней, в ней приняли участие 2000 человек. Забастовка заложила основу для превращения Кадали в лидера рабочего движения, известного тысячам людей в Южной Африке.
Влияние профсоюза стало столь велико, что Клементс Кадали мог позволить себе заявить в публичной речи: «Я мог бы просто идти по докам и фабрикам с одним лишь словом „Стоп!“, и белые оказались бы в положении заложников, железные дороги теряли бы по 2 млн фунтов стерлингов в день, и с началом волнений на меня смотрели бы как на премьер-министра».
24 ноября 1924 года Кадали был арестован, вышел приказ о его депортации, называвший профсоюзного деятеля «запрещенным иммигрантом» и приказывавший ему покинуть Южно-Африканский Союз в течение трёх дней.
В мае 1927 года Кадали представлял ICU на международной конференции труда в Женеве.
В 1928 году в результате внутренних распрей внутри ICU Уильям Дж. Баллинджер уволил Кадали при полной поддержке исполнительного комитета.
В мае 1928 года Кадали и шесть других профсоюзных лидеров были арестованы на основании Закона о туземной администрации. Тот объявлял уголовным преступлением «разжигание расовой вражды по отношению к белому населению». Позже Кадали сформировал независимое отделение профсоюза в Ист-Лондоне. Кроме того, Кадали был провинциальным организатором Африканского национального конгресса (АНК). Он так и не вернулся в Малави и остался в Ист-Лондоне со своей второй женой Евой, от которой у него родился сын, доктор Виктор Кадали.
Клементс Кадали умер в Лондоне в 1951 году.
Одна из внучек Клементса, Рода Кадали (1953—2022), была видной учёной и исполнительным директором Центра социальных инноваций Импумелело.